# 德川齊正
德川齊正（日语：徳川 斉正；1958年3月29日—），是日本的企業家，也是水戶德川家第15代當主，為第14代當主德川圀齊與淺野長武長女淺野賴子的長子。

## 簡歷
德川齊正在1980年畢業於慶應義塾大學商學部，後加入東京海上日動火災保險，現在則擔任公開水戶德川家資料的德川博物館理事長、山階鳥類研究所理事等職務。
他有一弟德川齊英，並育有一子德川齊禮。